# سانتياغو فيرجيني
سانتياغو فيرجيني (بالإسبانية: Santiago Vergini)‏ (3 أغسطس 1988 الأرجنتين - ) هو لاعب كرة قدم أرجنتيني، يلعب كمدافع.

## مسيرته الكروية
لعب سانتياغو فيرجيني خلال مسيرته الاحترافية مع 10 أندية في أربعة عشر موسمًا وسجل خلالها 7 أهداف ضمن 232 مباراة. ولم يفز بأي موسم بالكأس وفاز في ثلاثة مواسم بالدوري.
خاض سانتياغو فيرجيني مسيرته مع نادي فيليز سارسفيلد في موسم 2008–09 لمدة موسم واحد، لم يشارك في أي مباراة ولم يسجل أي هدف. ثم انتقل إلى نادي أوليمبيا أسونسيون في عامي 2009-2011 ولمدة موسمين، حيث شارك في 18 مباراة سجل خلالها هدفًا واحدًا. لينتقل بعدها إلى نادي هيلاس فيرونا في موسم 2010–11 لمدة موسم واحد، مشاركًا في 15 مباراة سجل خلالها هدفًا واحدًا أيضًا. ثم انتقل إلى FC Barcelona (beach soccer) ‏ في موسم 2011–12 ولمدة موسمين، مشاركًا في 65 مباراة سجل خلالها 4 أهداف. هذا وانتقل لاحقًا إلى نادي سندرلاند في موسم 2013–14 ولمدة موسمين، مشاركًا في 42 مباراة ولم يسجل أي هدف. ثم انتقل بعدها إلى نادي خيتافي في موسم 2015–16 لمدة موسم واحد، مشاركًا في 26 مباراة ولم يسجل أي هدف أيضًا. ليعود وينتقل من جديد، لكن هذه المرة إلى نادي بوكا جونيورز في موسم 2016–17 ولمدة موسمين، مشاركًا في 36 مباراة ولم يسجل أي هدف أيضًا. لينتقل بعدها إلى نادي بورصة سبور في موسم 2018–19 لمدة موسم واحد، مشاركًا في 8 مباريات ولم يسجل أي هدف أيضًا. ثم لعب في نادي سان لورينزو في موسم 2019–20 لمدة موسم واحد، مشاركًا في 5 مباريات ولم يسجل أي هدف أيضًا.

## وصلات خارجية
سانتياغو فيرجيني على موقع اتحاد تركيا (لاعب) (الإنجليزية)
- سانتياغو فيرجيني على موقع إي إس بي إن إف سي (الإنجليزية)
- سانتياغو فيرجيني على موقع قاعدة بيانات كرة القدم.إي يو (الإنجليزية)
- سانتياغو فيرجيني على موقع ناشيونال فوتبول تيمز (الإنجليزية)
- سانتياغو فيرجيني على موقع Soccerbase.com (لاعب) (الإنجليزية)
- سانتياغو فيرجيني على موقع Soccerway.com (الإنجليزية)
- سانتياغو فيرجيني على موقع عالم كرة القدم.نت (الإنجليزية)
- سانتياغو فيرجيني على موقع AS.com (الإسبانية)